# Exyrias ferrarisi
Exyrias ferrarisi is een straalvinnige vis uit de familie van grondels (Gobiidae) en behoort derhalve tot de orde van baarsachtigen (Perciformes). De vis kan een lengte bereiken van 8 cm. 

## Leefomgeving
Exyrias ferrarisi is een zoutwatervis. De vis prefereert een tropisch klimaat en leeft hoofdzakelijk in de Grote Oceaan.

## Relatie tot de mens
Exyrias ferrarisi In de hengelsport wordt er weinig op de vis gejaagd. 
Voor de mens is Exyrias ferrarisi ongevaarlijk.